# Кордилобиоз
Кордилобиоз (Cordylobiosis; син. Миаз африканский; Myasis africana) — тропический миаз, вызываемый личинкой мухи Cordylobia anthropophaga и характеризующийся образованием в коже абсцедирующего узла вокруг внедрившегося возбудителя.

## Этиология
Возбудитель Cordylobia anthropophaga (Blanchard, 1872) (син. Tumbu, Mango Fly; сем. Calliphoridae, отр. Diptera) обитает в Восточной и Центральной Африке (является наиболее частой причиной миаза в Африке), Саудовской Аравии. Личинка достигает 13—15 мм в длину. Завозные случаи заболевания у людей, прибывших из Африки, описаны в Японии, Англии, Нидерландах, Испании, США, в Австралии и т. д. 
Муха откладывает до 500 яиц на песок и бельё, загрязнённое мочой или потом. Личинки могут жить 7-12 дней до проникновения в человека. При соприкосновении с телом человека личинки выходят из яиц и активно внедряются в кожу. В результате инвазии возникает кожный миаз. У одного человека может быть до 40 и даже 91 личинок. 
Самый ранний известный случай кордилобиоза человека был описан в 1904 г. Кроме человека, C. anthropophaga могут поражать собак, грызунов, птиц (птицы являются тупиковыми хозяевами паразита, так как личинки не могут развиваться в них). Кроме C. anthropophaga человека может поражать С. rodhaini, распространённая в тропической Африке.

## Клиническая картина и патогенез
С одежды, на которую самка отложила яйца, или с загрязнённой почвы, личинки вторгаются в кожу человека, особенно часто в кожу ягодиц, туловища, конечностей и полового члена. 
Болезнь начинается с зуда и образования язв. На месте внедрения личинки в коже возникает инфильтрат, похожий на фурункул и покрытый корочкой, под которой находится полость с личинкой.
Часто у детей образуются фурункулоподобные узлы и язвы, абсцессы. Фурункул помимо паразита содержит жидкость содержащую кровь и продукты жизнедеятельности личинки.
Может поражаться молочная железа (известны случаи в Нигерии). При этом наблюдались зуд, отёк, боль в поражённой груди. Заболевание необходимо дифференцировать с раком молочной железы. 
При кордилобиозе полового члена наблюдался болезненный отёк, зуд, образование фурукнула, папулёзное поражение. У собаки  (щенка), с которой играл заболевший кордилобиозом полового члена ребёнок, были выявлены 2 живые личинки C. anthropophaga. Кордилобиоз полового члена описан в Замбии, Нигерии, Сомали.    
Болезнь редко осложняется вторичной инфекцией благодаря бактерицидному секрету личинок (см. Кожный миаз, осложнения). 
Через 8—15 сут личинки покидают человека и окукливается в почве.

## Лечение
Дифференциальный диагноз проводят с другими фурункулярными повреждениями кожи (например, при туберкулёзе, микозах, актиномикозе, фурункулёзе, хроническом абсцессе, целлюлите, кожном лейшманиозе, стафилококковой инфекции, укусах насекомых). Диагноз ставится на основании обнаружения личинок, данных анамнеза (посещение Африки). Диагноз также ставят при обнаружении характерных подкожных узлов с отверстием в центре; под водой из этого отверстия выходят пузырьки. Однако, самым надежным и современным методом экспресс диагностики этого заболевания является ультразвуковое исследование.
Лечение заключается в удалении личинок, перекрытие им доступа к воздуху с помощью вазелина, назначении антибиотиков. 
Прогноз обычно благоприятный: после удаления личинок, кожные поражения быстро заживают. Описаны тяжёлые и смертельные случаи кордилобиоза у детей.
Профилактика: не лежать на песке, стирать и гладить бельё и одежду.